# 70716 Mehall
70716 Mehall è un asteroide della fascia principale. Scoperto nel 1999, presenta un'orbita caratterizzata da un semiasse maggiore pari a 2,5682587 UA e da un'eccentricità di 0,2212853, inclinata di 6,08074° rispetto all'eclittica.